# Figitidae
Figitidae zijn een familie uit de orde van de vliesvleugeligen (Hymenoptera).

## Taxonomie
De volgende taxa zijn bij de familie ingedeeld:
- Onderfamilie Anacharitinae
- Onderfamilie Aspicerinae
- Onderfamilie Charipinae
- Onderfamilie Emargininae Kovalev
- Onderfamilie Eucoilinae
- Onderfamilie Figitinae
- Onderfamilie Palaeocynipinae
- Onderfamilie Pycnostigminae
- Onderfamilie Thrasorinae

## Geslachten
(Indicatie van aantallen soorten per geslacht tussen haakjes)
- Aegilips  (6)
- Aganaspis  (1)
- Alloxysta  (76)
- Amphitectus  (1)
- Anacharis  (3)
- Apocharips  (3)
- Aspicera  (12)
- Callaspidia  (12)
- Cothonaspis  (4)
- Chrestosema  (4)
- Didyctium  (4)
- Diglyphosema  (6)
- Dilyta  (1)
- Disorygma  (5)
- Eucoila  (7)
- Eutrias  (1)
- Figites  (33)
- Ganaspis  (5)
- Glauraspidia  (3)
- Gronotoma  (8)
- Hemicrisis  (1)
- Hexacola  (3)
- Homorus  (1)
- Kleidotoma  (61)
- Leptopilina  (6)
- Lonchidia  (4)

- Melanips  (8)
- Microstilba  (5)
- Mirandicola  (2)
- Nordlanderiana  (1)
- Omalaspis  (12)
- Parnips  (1)
- Phaenoglyphis  (13)
- Rhoptromeris  (10)
- Sarothrus  (5)
- Seitneria  (1)
- Trichoplasta  (3)
- Trischiza  (3)
- Trybliographa  (76)
- Xyalaspis  (5)
- Xyalophora  (1)
- Zygosis  (1)

## In Nederland waargenomen soorten
- Genus: Aegilips
  - Aegilips romseyensis
- Genus: Alloxysta
  - Alloxysta arcuata
  - Alloxysta brachyptera
  - Alloxysta brevis
  - Alloxysta castanea
  - Alloxysta circumscripta
  - Alloxysta citripes
  - Alloxysta crassa
  - Alloxysta cursor
  - Alloxysta flavicornis
  - Alloxysta fulviceps
  - Alloxysta fuscicornis
  - Alloxysta fuscipes
  - Alloxysta leunisii
  - Alloxysta ligustri
  - Alloxysta macrophadna
  - Alloxysta obscurata
  - Alloxysta pallidicornis
  - Alloxysta pilipennis
  - Alloxysta pleuralis
  - Alloxysta ramulifera
  - Alloxysta tricolor
  - Alloxysta victrix
  - Alloxysta xanthopa
- Genus: Amphitectus
  - Amphitectus areolatus
- Genus: Anacharis
  - Anacharis eucharioides
  - Anacharis immunis
- Genus: Apocharips
  - Apocharips trapezoidea
- Genus: Callaspidia
  - Callaspidia defonscolombei
  - Callaspidia rubricrus
- Genus: Cothonaspis
  - Cothonaspis longula
- Genus: Diglyphosema
  - Diglyphosema conjungens
- Genus: Dilyta
  - Dilyta subclavata
- Genus: Disorygma
  - Disorygma depile
- Genus: Eucoila
  - Eucoila effluens
- Genus: Figites
  - Figites affinis
  - Figites globulosus
  - Figites nitescens
  - Figites ovulosus
  - Figites rubripes
  - Figites rugosus
  - Figites scutatus
  - Figites scutellaris
- Genus: Glauraspidia
  - Glauraspidia microptera
- Genus: Kleidotoma
  - Kleidotoma atra
  - Kleidotoma bicolor
  - Kleidotoma brevicatillis
  - Kleidotoma dolichocera
  - Kleidotoma filicornis
  - Kleidotoma formicaria
  - Kleidotoma fusca
  - Kleidotoma hexapla
  - Kleidotoma laevigata
  - Kleidotoma marshalli
  - Kleidotoma nigra
  - Kleidotoma obliqua
  - Kleidotoma piceicornis
  - Kleidotoma pilosalis
  - Kleidotoma psiloides
  - Kleidotoma subintegra
- Genus: Leptopilina
  - Leptopilina australis
  - Leptopilina clavipes
  - Leptopilina fimbriata
  - Leptopilina heterotoma
  - Leptopilina longipes
- Genus: Lonchidia
  - Lonchidia nitens
- Genus: Melanips
  - Melanips alienus
  - Melanips opacus
  - Melanips sylvanus
- Genus: Phaenoglyphis
  - Phaenoglyphis heterocera
  - Phaenoglyphis longicornis
  - Phaenoglyphis salicis
  - Phaenoglyphis villosa
  - Phaenoglyphis xanthochroa
- Genus: Rhoptromeris
  - Rhoptromeris heptoma
  - Rhoptromeris strobigena
- Genus: Trybliographa
  - Trybliographa agaricola
  - Trybliographa diaphana
  - Trybliographa rapae